# NGC 1452
NGC 1452 (другие обозначения — NGC 1455, ESO 549-12, MCG -3-10-44, IRAS03430-1847, PGC 13765) — галактика в созвездии Эридан.
Этот объект занесён в новый общий каталог несколько раз, с обозначениями NGC 1452, NGC 1455.
Этот объект входит в число перечисленных в оригинальной редакции «Нового общего каталога».
Галактика NGC 1452 входит в состав группы галактик NGC 1407. Помимо NGC 1452 в группу также входят NGC 1359, NGC 1407, NGC 1440, IC 343, IC 346, ESO 548-44, ESO 548-47 и ESO 548-68.